# SS Juve Stabia
Die Società Sportiva Juve Stabia ist ein italienischer Fußballverein aus Castellammare di Stabia, einer Hafenstadt am Golf von Neapel. Der Verein wurde 1907 gegründet und trägt seine Heimspiele im Stadio Romeo Menti aus. Aktuell spielt Juve Stabia in der Serie B, der zweithöchsten italienischen Liga.

## Geschichte
Am 19. März 1907 kamen in Castellammare di Stabia, einer Stadt im Golf von Neapel, einige Männer zusammen und beschlossen die Gründung eines Vereines. Diesem gaben sie den Namen Stabia Sporting Club. Damals beherbergte der Verein noch die Abteilungen Fechten, Segeln, Leichtathletik, Schwimmen und Rudern, Fußball gehörte noch nicht zu den praktizierten Bereichen. Die Fußballabteilung von Stabia Sporting Club wurde erst 1911 gegründet. Ihr erstes Spiel machte die Fußballmannschaft des Vereins im gleichen Jahr gegen ein Team aus Torre Annunziata, wobei Stabia mit 3:0 siegte. Man spielte zur damaligen Zeit noch auf einem Sportplatz im nahegelegenen Ort Boscotrecase. Die heutige Spielstätte, das Stadio Romeo Menti, wurde erst im Jahre 1984 erbaut. Zuvor spielte der Verein in einem 1911 errichteten, anderen Stadion in Castellammare di Stabia. In diesem Stadion fand 1914 auch ein Länderspiel statt, in dem Italien gegen England mit 1:11 verlor.
Erstmals am Spielbetrieb teil nahm Stabia Sporting Club 1916. Vom italienischen Fußballverband wurde der Verein in die drittklassige Terza Categoria eingestuft, wo gleich im ersten Jahr der Aufstieg in die zweite Liga nur knapp verpasst wurde. Ein Jahr später gelang dies dann und wiederum nur kurze Zeit darauf gelang Stabia Sporting Club sogar der Sprung in die Prima Divisione, was damals die erste italienische Liga war. Mit der Abschaffung der Prima Divisione als höchste Liga im Jahre 1926 begann auch die sportliche Talfahrt von Stabia Sporting Club. Nach vielen Jahren in der Prima Divisione wurde man in die Seconde Divisione eingestuft, was durch die Gründung der Serie A und Serie B den Abstieg in die Viertklassigkeit bedeutete. Wenig später ging es weiter bergab und Stabia spielte nur noch in einer regionalen Spielklasse. 1931 gelang dann wieder der Aufstieg in die Prima Divisione, nunmehr die dritte italienische Liga. Wenig später änderte der Verein seinen Namen und hieß fortan AC Stabia. In der Folgezeit wechselte der Verein ständig zwischen der dritten und vierten Liga, also der Serie C, die 1937 eingeführt wurde, und der IV Serie. Kurzzeitig spielte der Verein in der Spielzeit 1951/52 in der zweitklassigen Serie B. Aktuell spielt Juve Stabia, wie der Verein seit 2003 heißt, in der Serie B. Vor dem Aufstieg aus der Lega Pro Prima Divisione (der früheren Serie C1) in der Saison 2010/11 pendelte Juve Stabia jahrelang zwischen Serie B, Serie C/C1 und Serie D.
Unter Trainer Piero Braglia gelang Juve Stabia als Aufsteiger eine sehr gute Zweitligasaison, die man am Ende auf dem neunten Tabellenrang abschloss und dabei näher an den Aufstiegs- denn an den Abstiegsregionen war. Zeitweise war man sogar als ernsthafter Anwärter auf die Playoff-Plätze zu betrachten. Nicht ganz so erfolgreich verlief hingegen die Saison 2012/13, wo man schließlich auf dem 16. Tabellenplatz landete, das Saisonziel Klassenerhalt aber dennoch relativ sicher erreichte. In der Saison 2013/14 folgte dann der Abstieg als 22 und letzter, 9 Punkte hinter dem 21. Reggina Calcio.

## Ehemalige Spieler
- Danilo D’Ambrosio
- Ivan Benito
- Alain Baclet
- Massimiliano Benassi
- Fabio Caserta
- Riccardo Cazzola
- Giovanni Cervone
- Tomas Danilevičius
- Horacio Nicolás Erpen
- Gennaro Iezzo
- Romeo Menti
- Gaetano Musella
- Savio Nsereko
- Mathew Olorunleke
- Massimo Rastelli
- Marco Sau
- Stefano Sorrentino
- Giuseppe Vives
- Simone Zaza

## Ehemalige Trainer
- Massimo Rastelli (2009–2010)
- Giuseppe Pancaro (2014–2015)
- Fabio Caserta (2017–2020)
- Walter Novellino (2021, 2022, 2023)
- Leonardo Colucci (2022–2023)